# Plazuela de San Francisco
La plazuela de San Francisco fue un espacio público de la ciudad española de Vitoria.

## Descripción
Parte del espacio de lo que fue la plazuela, ocupada por jardines, sigue existiendo, pero no mantiene el título que se le otorgó en octubre de 1887. Como la cuesta y la calle de San Francisco, debía su nombre al ya desaparecido convento de San Francisco. Aparece descrita en la Guía de Vitoria (1901) de José Colá y Goiti con las siguientes palabras:

Plazuela de San Francisco.—Este nombre primitivo, se le dió en 12 de octubre de 1887, y antes era parte de la calle de su nombre. Principia en la cuesta del Teatro y no tiene salida. En el fondo de esta plazuela está el exconvento de San Francisco, fundado en 1214. Una sola nave de estilo ojival forma lo que fué la iglesia pública, siendo el templo más elegante y más ricamente decorado de la ciudad, encontrándose en perfecto estado. Además de esta iglesia pública hay dos grandes capillas privadas, y un hermoso claustro bastante bien conservado. Sirve de cuarteles desde hace muchos años.
(Colá y Goiti, 1901, p. 55)